# Lower Halstow
Lower Halstow is een civil parish in het bestuurlijke gebied Swale, in het Engelse graafschap Kent.

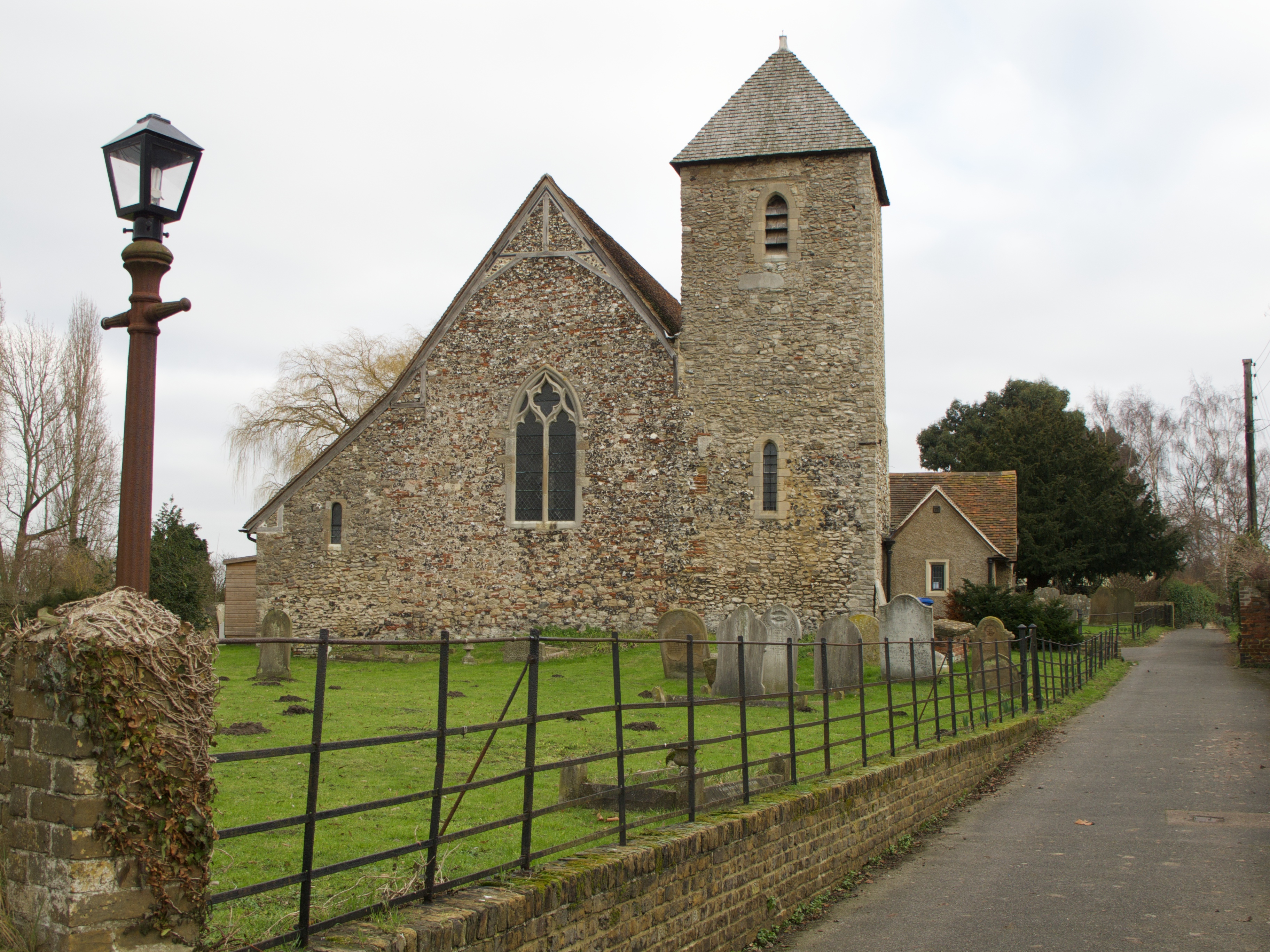
Kerk van St Margaret of Antioch
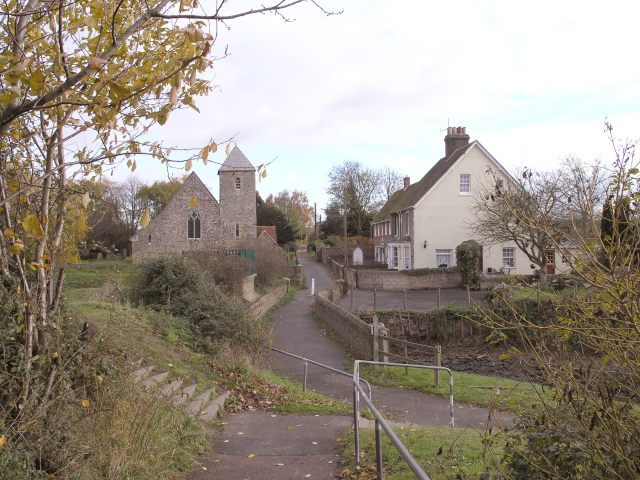
Lower Halstow